# 英国奥林匹克足球队
大不列颠和北爱尔兰奥林匹克足球队是代表英国男子足球在夏季奥运会的队伍(代表英国比赛，使用品牌Team GB)。这个团队由英格兰足球协会(FA)组织，作为英国奥林匹克协会的足球队。该团队只参加奥运会。在其他的国际足球比赛中，英国的构成国英格兰、苏格兰、威尔士、北爱尔兰派他们自己的代表队参加。这种情况始于英国队的建立。

## 奧運隊

### 追本尋源
以往联合王国国家足球队曾代表英國參加奥林匹克运动会的足球比賽，由於英國以「大不列颠及北爱尔兰」的名義參加奥运会，因此球隊被稱為「大不列颠国家足球队」。
联合王国国家足球队，當時正正以联合王国的名義參賽，在1908年伦敦奥运会首次舉辦足球競賽項目中勇奪金牌，分別擊敗瑞典、荷蘭及丹麥。 這支球隊主要由英格蘭業餘隊的球員組成，英格蘭足球總會主辦及其餘本土的足總協辦。但自從1972年在奧運外圍賽被保加利亞淘汰後，联合王国再沒有派隊參加奧運足球比賽，最後一次晉級奧運足球決賽週己是1960年，當時以「大不列颠及北爱尔兰」的名義參賽。
1974年英格蘭足球總會取消職業與業餘球員間之身份區別後，因當時奧運會規限只有業餘運動員可以參賽，联合王国国家足球队不合參賽資格而從此退出奧運足球的舞台。

### 2012年奧運
隨著潮流的改變，奧運會亦放寬參賽資格，容許職業運動員參加比賽，但联合王国沒有再組隊參加。但由於倫敦成功申辦2012年奥运会，確認一隊由英國奧林匹克委員會控制的联合王国国家足球队將會參加比賽，而女子隊更會早一屆在2008年北京奥运会中亮相。
英格蘭足球總會及北愛爾蘭足球總會對重組联合王国国家足球队的建議熱烈支持，但蘇格蘭足球總會甚至拒絕出席有關組隊可行性的會議，同時在些會議中，威爾斯足球總會強烈反對組隊的建議，於2005年12月6日更退出有關商議。
雖然本土足總中有兩個持反對態度，公眾對派遣一隊統一的联合王国国家足球队參加2012年奧運則普遍支持。最近一個對蘇格蘭球迷的調查反映有三份二人支持成立一隊的球隊參賽奧運。
然而全部四支本土代表隊的球迷組織一致持反對統一的立場，最近更聯成一線對抗統一的建議。他們反對的理由基於在奧運足球（就算加入職業球員後）獲得良好成績的球隊，最終在職業水平的錦標賽（如世界盃）往往未能同樣獲得好成績。

### 2012年奧運球員名單
更新日期：2014年7月10日、以2012年為準
| 号码          | 位置          | 球員名字         | 出生日期       | 出場次數      | 入球          | 效力球隊      |               |
| 門 將 （G K） | 門 將 （G K） | 門 將 （G K）    | 門 將 （G K）  | 門 將 （G K） | 門 將 （G K） | 門 將 （G K） | 門 將 （G K） |
| ------------- | ------------- | ---------------- | -------------- | ------------- | ------------- | ------------- | ------------- |
| 1             |               | 英格兰           | 1993年3月10日  | 5             | 0             | 伯明翰        |               |
| 18            |               | 英格兰           | 1990年8月18日  | 1             | 0             | 米杜士堡      |               |
| 後 衞 （D F） |               |                  |                |               |               |               |               |
| 2             | 后卫          | 威尔士           | 1989年2月7日   | 5             | 0             | 史雲斯        |               |
| 3             | 后卫          | 英格兰           | 1989年8月5日   | 4             | 0             | 車路士        |               |
| 5             | 后卫          | 英格兰           | 1991年12月29日 | 5             | 0             | 熱刺          |               |
| 6             | 后卫          | 英格兰           | 1990年5月6日   | 3             | 0             | 西布朗        |               |
| 12            | 后卫          | 英格兰           | 1989年3月29日  | 2             | 0             | 韋斯咸        |               |
| 14            | 后卫          | 英格兰           | 1988年6月24日  | 5             | 0             | 曼城          |               |
|               |               |                  |                |               |               |               |               |
| 中 場 （M F） |               |                  |                |               |               |               |               |
| 4             | 中場          | 英格兰           | 1990年7月2日   | 4             | 0             | 熱刺          |               |
| 7             | 中場          | 英格兰           | 1989年8月12日  | 5             | 0             | 曼聯          |               |
| 8             | 中場          | 威尔士           | 1990年3月14日  | 5             | 0             | 史雲斯        |               |
| 11            | 中場          | 威尔士 · captain | 1973年11月29日 | 4             | 1             | 曼聯          |               |
| 13            | 中場          | 英格兰           | 1989年6月25日  | 4             | 0             | 修咸頓        |               |
| 15            | 中場          | 威尔士           | 1990年12月26日 | 5             | 1             | 阿仙奴        |               |
| 16            | 中場          | 英格兰           | 1989年3月25日  | 4             | 1             | 史雲斯        |               |
|               |               |                  |                |               |               |               |               |
| 前 鋒 （F W） |               |                  |                |               |               |               |               |
| 9             | 前鋒          | 英格兰           | 1989年9月1日   | 5             | 2             | 車路士        |               |
| 10            | 前鋒          | 威尔士           | 1979年7月13日  | 5             | 1             | 利物浦        |               |
| 17            | 前鋒          | 英格兰           | 1991年2月17日  | 3             | 0             | 保頓          |               |

### 席位
國際足球的監控組織国际足球联合会的席位也成為爭論焦點，蘇格蘭足總反對統一的建議在於害怕本土球隊將會喪失其特殊地位，該地位是由国际足联的章程所賦予的。國際足協會長白禮達（Sepp Blatter）向各本土足總保證其席位不會因派遣統一球隊出戰2012年奧運而改變，宣稱：
|  | 國際足球協會以書面確認他們需派出一隊大不列颠球隊參賽2012年奧運會，但四個英國足球屬會源自1947年的權利與優惠將不會喪失。 |

但是蘇格蘭足總仍然清楚表明其反對立場不變，辯稱白禮達個人的意見及允許當其離職時未必能繼續獲得承認，蘇格蘭足總不能冒將來可能被革除國際足協席位的危險。 這情況希望在國際排球聯會（Fédération Internationale de Volleyball）准許联合王国選派一支統一球隊參賽2012年奧運會而獲得解決。

### 其他奧運會
由於联合王国国家足球队並沒有參加作為奧運歐洲區外圍賽的歐洲21歲以下青年足球錦標賽，所以外間相信2012年的联合王国国家足球队將是一次性為奧運會而設的組合。由於2012年联合王国是奧運會主辦國，所以其代表隊無需參加外圍賽而直入決賽週。但英國奧林匹克委員會仍然拒絕排除參賽2008年北京奥运会的可能性。

### 之後
英国男子和女子足球队曾在2012年伦敦奥运会以东道主身份参赛，伦敦奥运会过后不久，英格蘭足球總會称英国男子足球队将不可能出战里约奥运，因为英格兰、苏格兰、威尔士和北爱尔兰在2015年欧洲U-21足球锦标赛附加赛上都是独立参赛。然而，2015年2月，英格蘭足球總會宣布改变政策，并称其打算建立代表英国奥委会参加2016年奥运会的男子和女子队伍，但这遭到苏格兰、威尔士和北爱尔兰足球协会的强烈反对。国际足球联合会对此表示，英国足球队欲参加里约奥运，必须得到该国四大足球协会的一致同意。2015年3月30日，英格蘭足球總會宣布不再寻求让英国队参加里约奥运。
但是英國脫離歐盟為脫歐勝利、4個地區資格賽部分成績都靠前（如歐洲賽區4個地區同時名列前幾名），有可能造成改變上述情形。
反觀七人制橄欖球，为了能够让英国获得奥运资格，各组成国一致同意让2013–14年世界七人制橄榄球巡回赛中排名最高的大不列颠组成国队伍在第二年代表英国参加奥运预选赛。最后英格兰的男子和女子队获得了代表英国参加奥运预选赛的资格。最後以男子銀牌、女子第4名作收。